# Lijst van Vlissingers

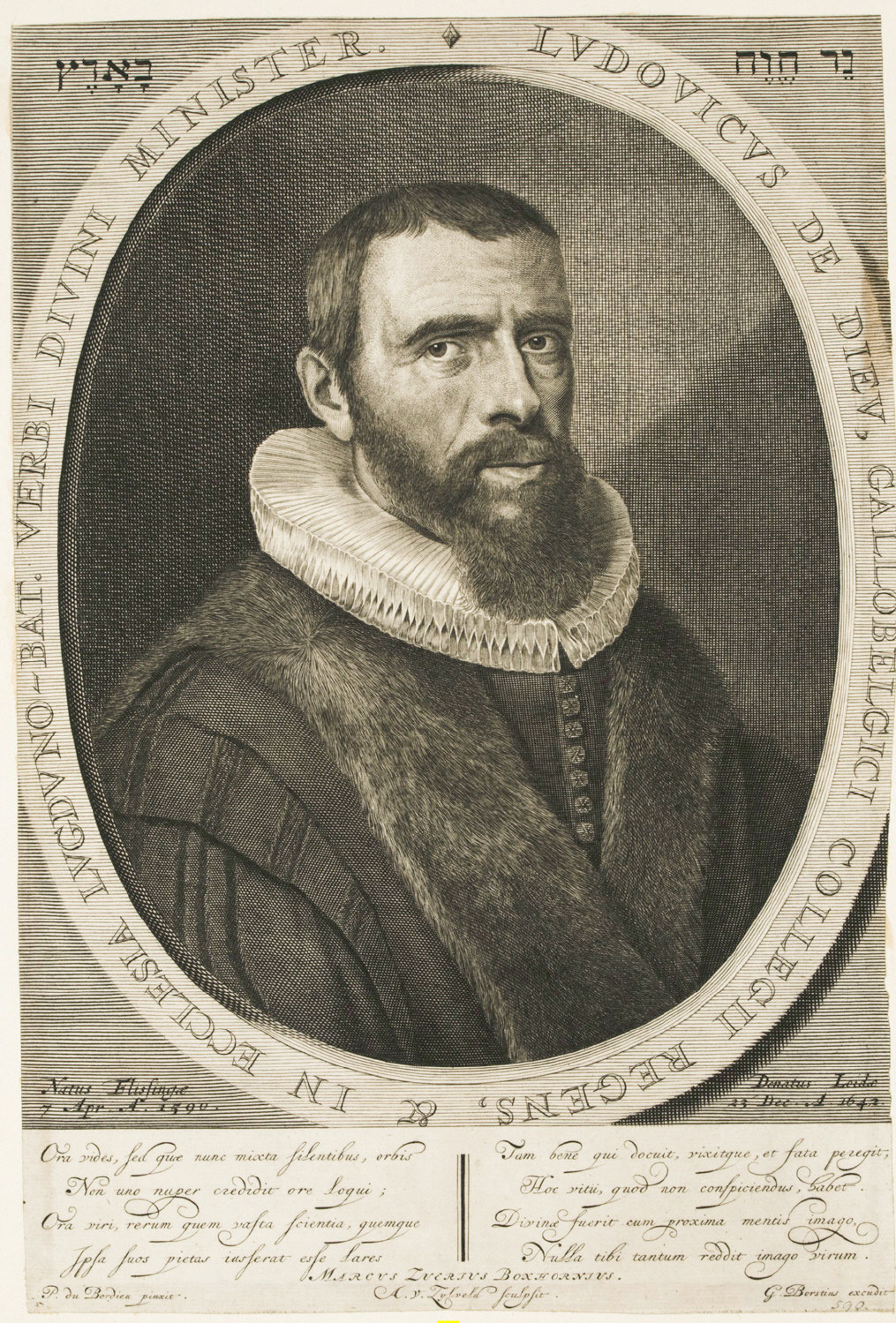
Louis de Dieu

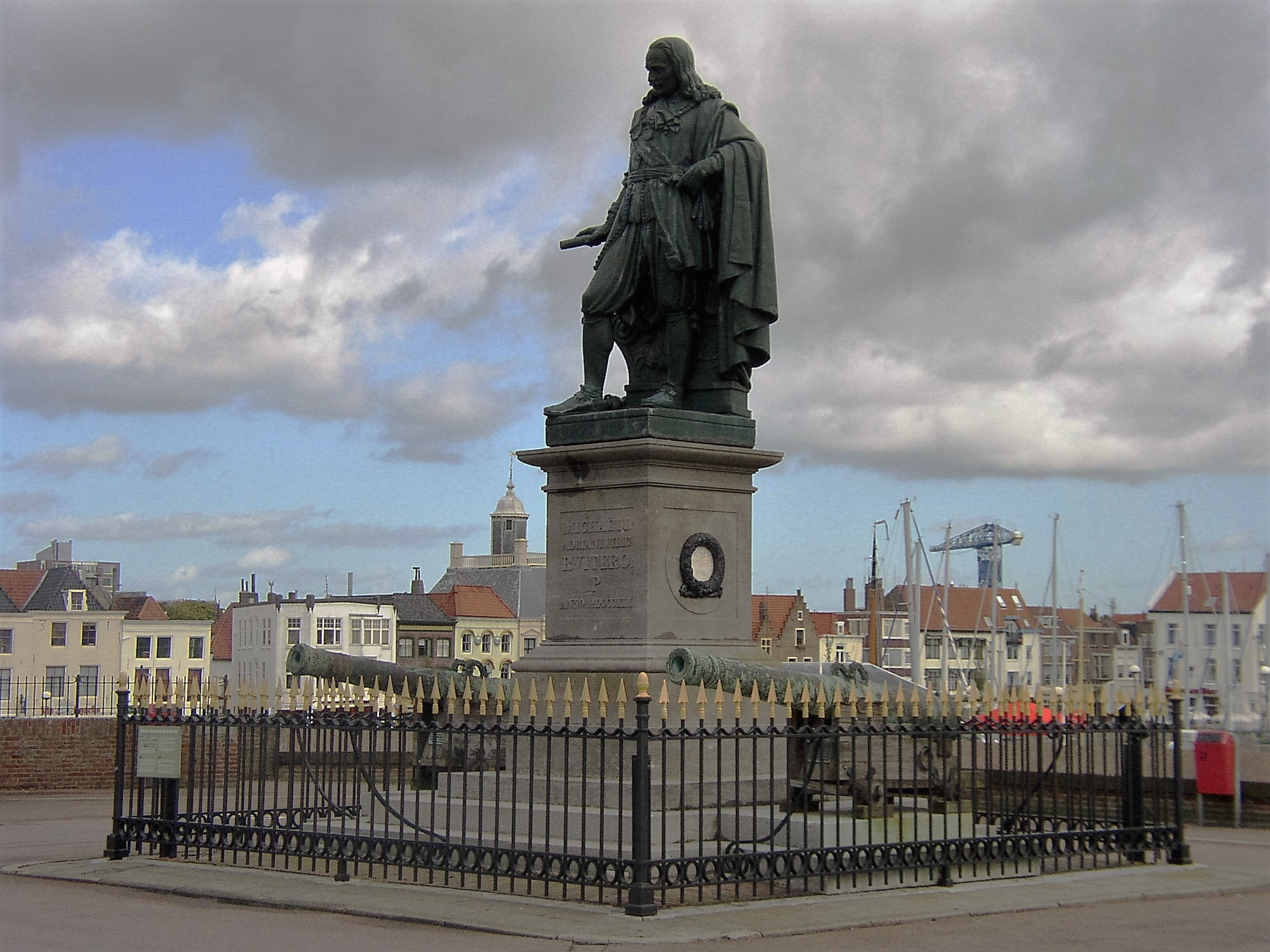
standbeeld admiraal Michiel de Ruyter op het Keizersbolwerk in Vlissingen

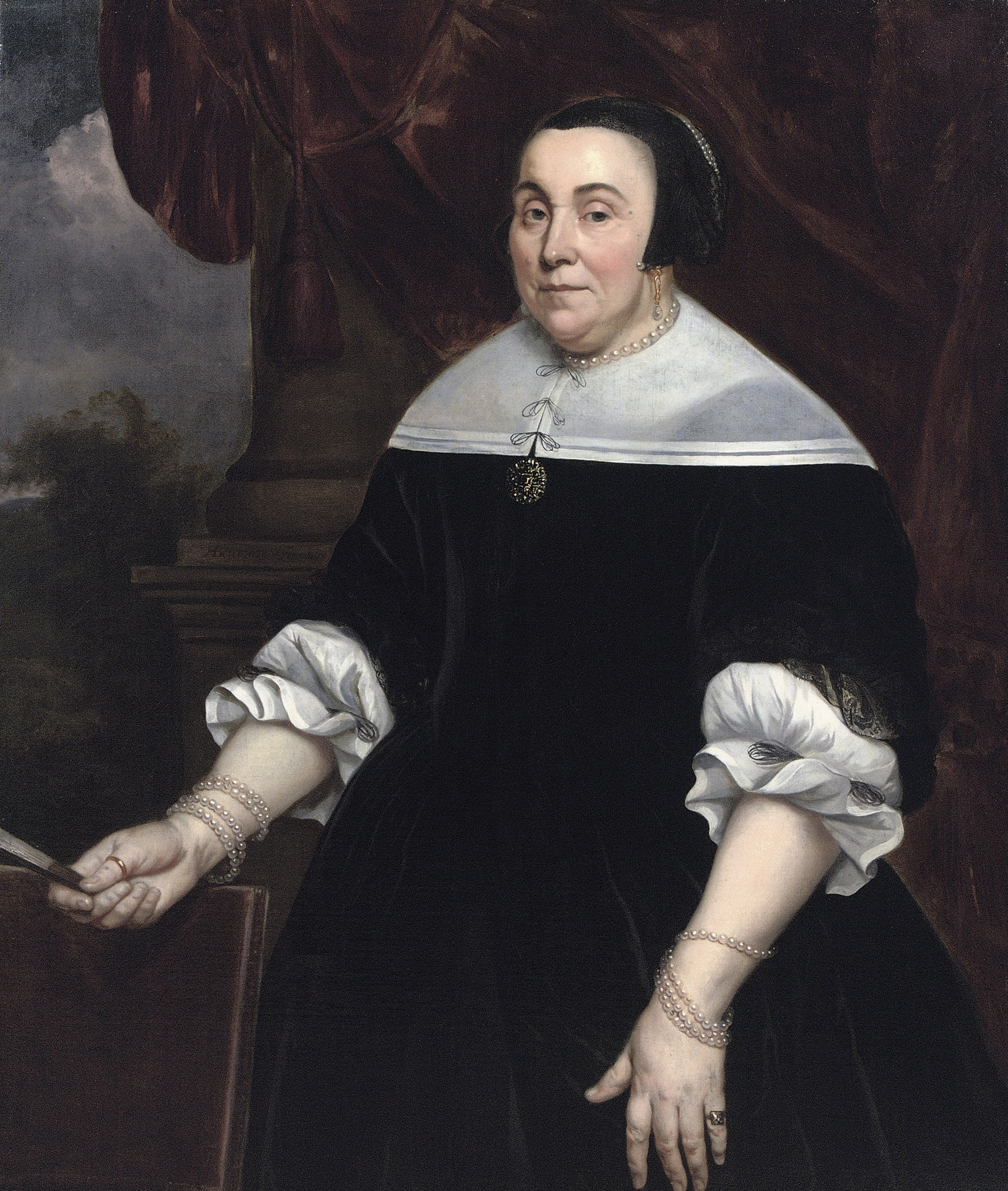
Anna van Gelder, derde echtgenote van Michiel de Ruyter, trouwportret door Hendrick Berckman

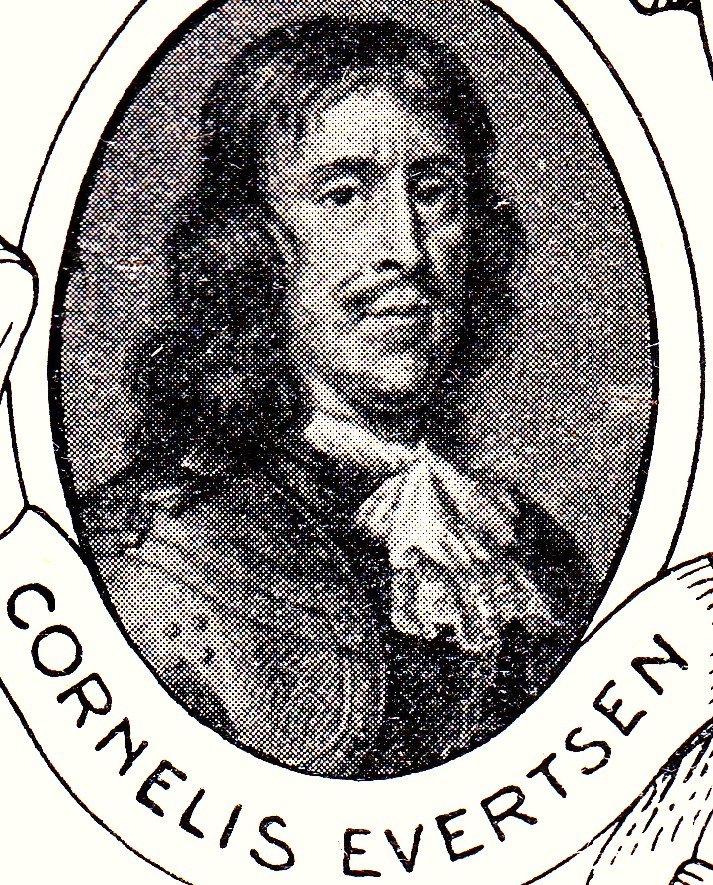
admiraal Cornelis Evertsen de Oude, gesneuveld tijdens Vierdaagse Zeeslag

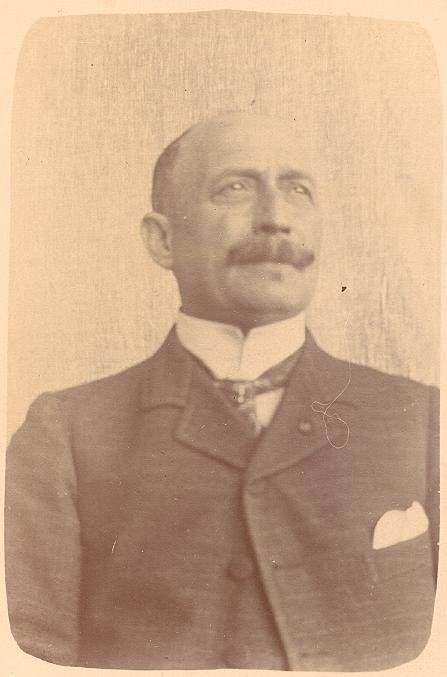
sinoloog Charles Michel

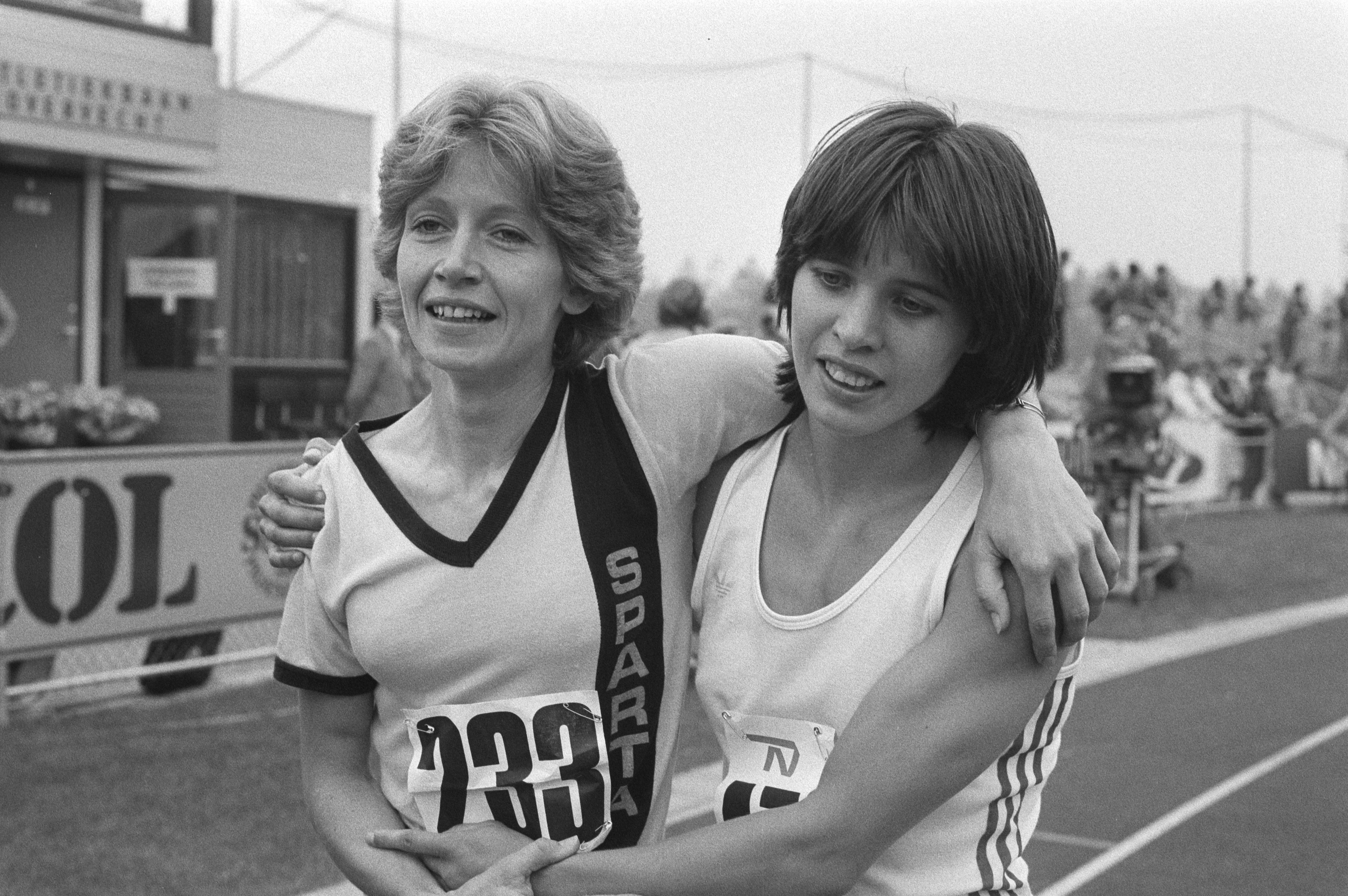
Els Vader (rechts) gefeliciteerd door Conny Vermazen, 1981

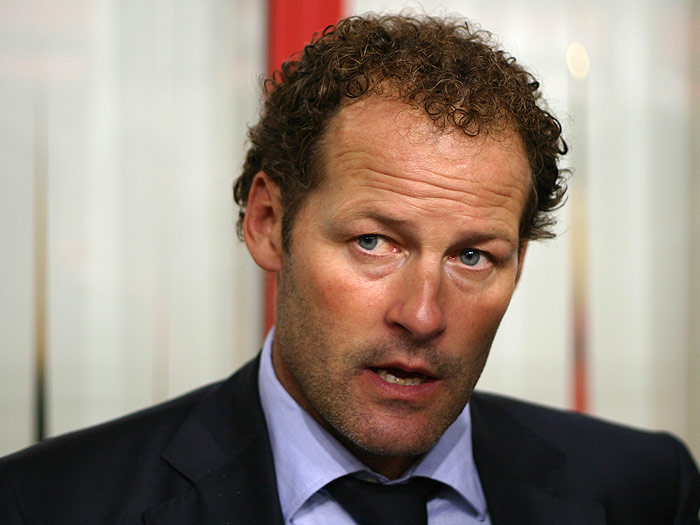
voetballer Danny Blind, geboren in Oost-Souburg

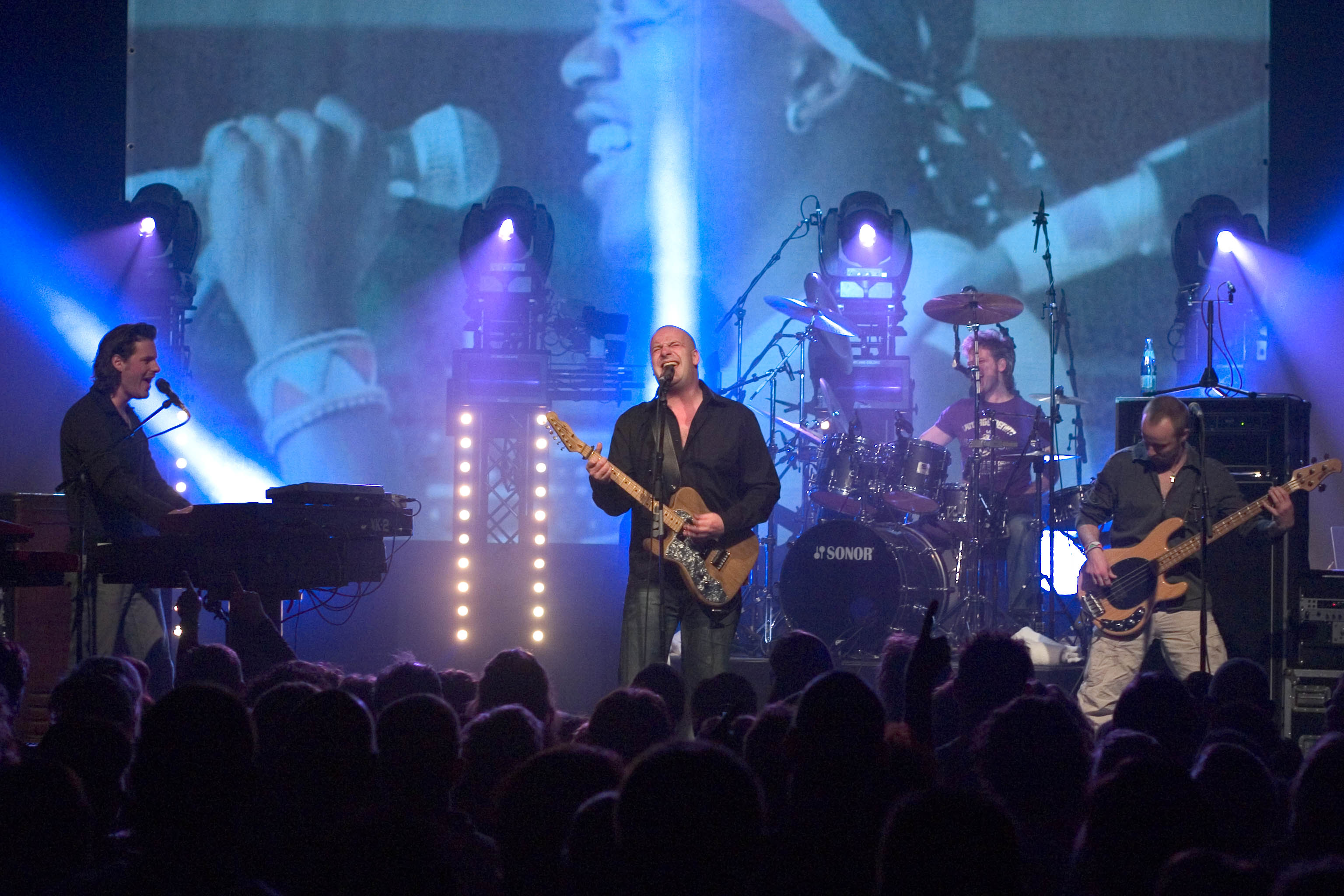
Vlissingse band BLØF

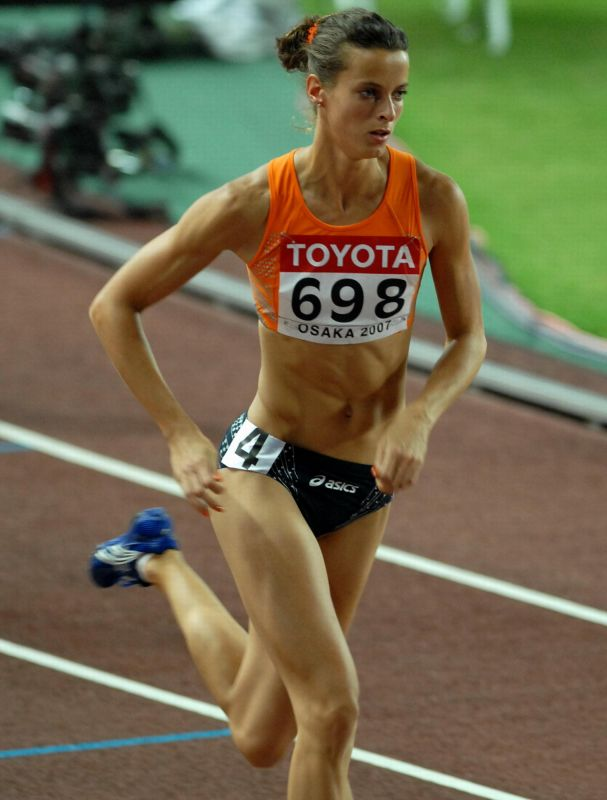
atlete Yvonne Wisse

Dit is een chronologische lijst van Vlissingers. Het betreft personen die in de Nederlandse plaats Vlissingen zijn geboren.

## Geboren

### 1501-1600
- Petrus Hondius (1578 – Terneuzen, 1621), dichter, botanicus en predikant
- Petrus Cunaeus (1586-1638), filoloog en rechtsgeleerde
- Louis de Dieu (1590-1642), oriëntalist
- Joost van Trappen Banckert (1597-1647), admiraal
- Cornelis Lampsins (1600 – Vlissingen, 1664), bewindhebber van de West-Indische Compagnie, baron van Tobago
- Maerten Thijssen (?-1657), alias Marten Thyssens Anckarhjelm, Zeeuws en Zweeds admiraal
- Johan Evertsen (1600-1666), admiraal

### 1601-1700
- Abraham Crijnssen (?-1669), commandeur
- Johan Cardon (1603-1671), burgemeester en bewindhebber van de VOC
- Michiel Adriaenszoon de Ruyter (1607-1676), admiraal, vader van Engel de Ruyter
- Cornelis Evertsen de Oude (1610-1666), admiraal
- Willem Verstegen (1612-1659), koopman van de VOC, opperhoofd in Dejima
- Anna van Gelder (ca. 1613 – ws. 1687), derde echtgenote van Michiel de Ruyter
- Adriaen Banckert (1615-1684), admiraal
- Adriaen Verdoel I (ca. 1620-1675), schilder, leerling van Rembrandt
- Cornelis Evertsen de Jonge (1628-1679), viceadmiraal
- Isaac Rochussen (1631-1710), kaper
- Carel van de Putte (1634-1695), admiraal
- Nicolaes van Hoorn (ca. 1635-1683), piraat
- Adriaan Dortsman (1635-1682), architect
- Jasper Danckaerts (1639 – ca.1703), kaartenmaker van de VOC
- Jan Erasmus Reyning (1640-1696), piraat en kaper
- Cornelis Evertsen de Jongste (1642-1706), luitenant-admiraal
- Daniel Cardon (1645-1676), jurist, Schepenen Raad en burgemeester
- Engel de Ruyter (1649-1683), viceadmiraal en zoon van Michiel de Ruyter
- Jan de Groot (1650-1726), schilder
- Geleyn Evertsen (1655-1721), admiraal
- Samuel van der Putte (1690-1745), ontdekkingsreiziger

### 1701-1800
- Betje Wolff (1738 – Den Haag, 1804), schrijfster, tante van Jan Bekker Teerlink
- Nicolaas Cornelis Lambrechtsen (1752-1823), heer van Ritthem, jurist en politicus
- Jacobus Bellamy (1757 - Utrecht, 1786), dichter
- Jan Bekker Teerlink (1759 – Margaux, 1832), botanicus en wijnboer, neef van Betje Wolff
- Adriaan François Lammens (1767 – ’s-Gravenhage, 1847), jurist, rechter, president van het Hof van Civiele en Criminele Justitie in de Nederlandse kolonie Suriname
- Anthony van der Woordt (1769-1794), meester in de rechten en dichter
- Leonard Cornelis van Sonsbeeck (1781-1831), burgemeester
- François Adriaan Brouwenaar (1784-1857), kapper, vader van Jan François Brouwenaar
- Hendrik Jacob van Doorn van Westcapelle (1786-1853), gouverneur van Zeeland en Oost-Vlaanderen, minister en vicepresident van de Raad van State
- Jan Cornelis Reinier van Hoorn (1790-1862), politicus
- Anthony Pieter van Doorn (1791-1870), jurist
- Willem Johan Pieter Kroef (1793-1853), politicus

### 1801-1900
- Constantin Guys (1802-1892), oorlogscorrespondent, aquarellist en illustrator voor Britse en Franse kranten
- Martin Kalbfleisch (1804-1873), burgemeester van Brooklyn, afgevaardigde in het lagerhuis van de VS
- Jan François Brouwenaar (1815-1849), beeldhouwer en dichter
- Willem Lodewijk Overduyn (1816-1868), hoogleraar wis- en natuurkunde
- Frederik Cornelis Tromp (1828-1900), zeeofficier en politicus
- Constant Hansen (1833-1910), schrijver, journalist en lid van de Vlaamse Beweging
- Pieter Fagg (1837-1917), Amerikaans politicus
- Pieter Louwerse (1840-1908), schrijver en dichter
- Augustinus Callier (1849-1928), bisschop van Haarlem
- Charles Michel (1853 – Rixensart, 1920), Belgisch diplomaat en sinoloog
- Jan Werkman (1854-1925), componist en militaire kapelmeester
- Jacoba Mossel (1859-1935), godsdienstonderwijzeres, feministe, schrijfster en tekstdichteres
- Floor Wibaut (1859-1936), zakenman en politicus
- Isaac L. Fasseur (1859-?), zeeman, onderscheiden met Medal of Honor
- Émile Cornellie (1869 – Antwerpen, 1945), Belgisch zeiler
- Pieter Puijpe (1874-1942), beeldhouwer en houtsnijder
- Paula de Waart (1876-1938), toneel- en filmactrice
- Carel Albert van Woelderen (1877-1951), burgemeester van Vlissingen, vader van H.W. van Woelderen
- Riki Brand-Bekker (1877-1946), orkestleidster
- Henri Wiessing (1878-1961), journalist
- Cornelia Labruyère (1880-1988), oudste inwoonster van Nederland van 13 juni tot 6 november 1988
- Jean-Louis Pisuisse (1880-1927), zanger en cabaretier
- Willy Pétillon (1883-1948), schrijfster
- Egbert Cornelis Nicolaas van Hoepen (1884 – Johannesburg, 1966), Nederlands paleontoloog
- Emile Vroome (1886-1971), Belgisch industrieel en volksvertegenwoordiger
- Jim Frater (1887-1969), aquarellist, beeldhouwer, pastellist, pentekenaar en kunstschilder
- J.C.J. van Schagen (1891-1985), schrijver, graficus en dichter
- Gustaaf Johannes Petrus Renier (1892-1962), Belgisch hoogleraar Nederlandse geschiedenis aan het University College London
- Theodorus Christiaan van Dierendonck (1893-?), militair, heerbanleider van de Weerbaarheidsafdeling en burgemeester
- Ary Romijn (1895-1968), marineofficier, ridder in de Militaire Willems-Orde
- Pieter Cornelis Marinus van de Velde (1897 – Woeste Hoeve, 1945), arts en verzetsstrijder
- Grietje Jansen-Anker (1897-2009), oudste inwoonster van Nederland van 19 mei 2006 tot 13 oktober 2009
- Max Goote (1900 - 1991), architect van de Mammoetwet

### 1901-1950
- Johannes Carel Everaars (1901 – Goes, 1990), burgemeester van Groede, nadien van Biervliet
- Lambertus Willem Vink (1901 – Soest, 1981), biljarter
- Benjamin Hunningher (1903-1991), theaterwetenschapper
- Frans Dignus Sprenger (1903-1986), burgemeester van Vreeland en van Nigtevecht.
- Ewoud de Kat (1904-1974), schilder
- Geert van Oorschot (1909-1987), oprichter van Uitgeverij G.A. van Oorschot, en schrijver (onder het pseudoniem R.J. Peskens)
- Mieke van Oorschot (1911-1996), actrice en voordrachtkunstenares
- Jan Levinus van Leeuwen (1912-1995), politicus (PvdA), burgemeester van Brouwershaven, nadien van Oostburg
- Theodorus Johannes Andriessen (1913 – Roosendaal, 1999), politicus (KVP), burgemeester van Ovezande, nadien van Oud- en Nieuw-Gastel
- Kees de Kat (1914-1980), beeldhouwer
- Boelo Koens (1914 – Oranienburg, 1942), ingenieur en verzetsstrijder
- Floris Kloeke (1914-2005), politicus (VVD), burgemeester van Wieringerwaard, nadien van Beemster
- Johan Joseph Fernand de Vries (1915 – Berlijn, 1943), rijksambtenaar, verzetsstrijder, lid van de Stijkelgroep
- Albert Setola (1916-1981), Belgisch beeldend kunstenaar en schrijver
- Joseph Bukkens (1916-1944), Engelandvaarder
- Jan van Blerkom (1918-1941), roeier, verzetsstrijder en Engelandvaarder
- Sjoerd Wilhelm Soeters (1919-1947), Engelandvaarder
- Elsebeth van Blerkom (1919-2009), ontwerpster en industrieel vormgeefster
- Adrie van Oorschot (1920-2004), acteur
- Marinus Somers (1920 – Oosterhout, 1995), politicus (KVP, CDA), burgemeester van Hoedekenskerke, nadien van Hontenisse
- Pieter Willem Bazen (1921-1984), politicus (VVD), burgemeester van Bathmen
- Frans Veldman (1921-2010), fysiotherapeut, grondlegger van de haptonomie
- Elly Salomé (1922-2021), pianiste, conservatoriumdocente en muziekrecensente
- Wim de Vries (1923-1985), vliegenier
- George Pauli (1923-2003), marineofficier en intendant van de koninklijke paleizen
- Adriaan Hack (1923-2000), politicus (CHU, CDA), burgemeester van Arnemuiden, nadien van Veere en van Axel
- Helene Wilhelmina van Woelderen (1927-1998), ook bekend als Helene Koppejan-van Woelderen, astrologe en schrijfster, dochter van burgemeester C.W. van Woelderen
- Joris Tjebbes (1929-2001), zwemmer
- Bonno Thoden van Velzen (1933-2020), antropoloog, surinamist en afrikanist
- Piet de Visser (1934), voetbaltrainer
- Jan Abrahamse (1937-2013), Nederlands cartograaf, wadloper en hoofdredacteur
- Pieternella Fritz (1937), turnster
- Fred Florusse (1938-2023), cabaretier, acteur, regisseur
- Henk van Maldegem (1939-2020), politicus
- Jan Mijnsbergen (1939-2025), politicus
- Hans Verhagen (1939-2020), dichter, journalist, schilder, filmmaker
- Chris de Vries (1939-2017), voetballer
- John van de Rest (1940-2022), regisseur en producent
- John Brosens (1946), schrijver
- Bram Beekman (1949-2016), organist en componist
- Leo van de Ketterij (1950-2021), gitarist Shocking Blue en componist
- Camila Fialkowski (1950), kinderboekenillustratrice
- Leny Poppe-de Looff (1950), CDA-politica

### 1951-2000
- Ward Cortvriendt (1951), norbertijn, abt van Berne, oud-katholiek geestelijke
- Jean-Pierre Guiran (1957), accordeonist
- Arendo Joustra (1957), journalist
- Eelco Blok (1957), bedrijfskundige, bestuurder en topfunctionaris
- Trix de Roos (1957), SP-politica
- Maarten Ducrot (1958), wielrenner, psycholoog, organisatieadviseur en wielercommentator
- Michiel Roscam Abbing (1958), politicoloog en schrijver
- Aad Ouborg (1959), ondernemer
- Els Vader (1959-2021), atlete
- Ab van Hanegem (1960), schilder
- Jacques Tange (1960), schilder
- Danny Blind (1961), voetballer en trainer
- Marco Kunst (1966), schrijver
- Jan Hamming (1966), politicus (PvdA)
- Adrie Belfroid (1967), voetballer
- Anton Belfroid (1967), voetballer
- Gérard de Nooijer (1969), voetballer
- Dennis de Nooijer (1969), voetballer
- Jan Paul Schutten (1970), schrijver
- Jeroen Rietbergen (1971), componist en toetsenist
- Patrick Lodiers (1971), BNN-presentator
- Martijn Grevink (1973), politicus
- Lilian Janse-van der Weele (1973), politica
- Bas Kennis (1973), pianist van BLØF
- Paskal Jakobsen (1974), zanger en gitarist van BLØF
- Fernando Derveld (1976), voetballer
- Kees-Jan van der Klooster (1977), skiër
- Jamal Dibi (1979), voetballer
- Tofik Dibi (1980), politicus (GroenLinks)
- Yvonne van Langen-Wisse (1982), atlete
- Pieter Rietman (1983), econoom en politicus
- Lex Veldhuis (1983), pokerspeler
- Escha Tanihatu (1984), actrice en model
- Istvan Bakx (1986), voetballer
- Guiliano Parinussa (1989), rapper
- D-Double (Reginald Frederik, 1990), rapper
- Pim Bouwman (1991), voetballer
- Stefano Parinussa (1991), acteur
- Jeremy de Nooijer (1992), voetballer
- Julius Bliek (1994), voetballer
- Nancy van de Ven (1997), motorcrosser
- Siebe Schets (1998), voetballer
- Nathalie Boone (2000), artiestennaam Nathalie Blue, zangeres